# Heroes Are Hard to Find
Heroes Are Hard to Find é o nono álbum de estúdio da banda anglo-americana de rock Fleetwood Mac, lançado em setembro de 1974. É o último disco da fase do grupo caracterizada pelo cantor e guitarrista Bob Welch, que deixou o conjunto no mesmo ano. Foi o primeiro trabalho a figurar nas paradas norte-americanas, algo que seria potencializado nos registros posteriores, de nova formação.

## Faixas
1. "Heroes Are Hard to Find" (McVie) - 3:35
2. "Coming Home" (James) - 3:52
3. "Angel" (Welch) - 3:55
4. "Bermuda Triangle" (Welch) - 4:08
5. "Come a Little Bit Closer" (McVie) - 4:45
6. "She's Changing Me" (Welch) - 2:58
7. "Bad Loser" (McVie) - 3:25
8. "Silver Heels" (Welch) - 3:25
9. "Prove Your Love" (McVie) - 3:57
10. "Born Enchanter" (Welch) - 2:54
11. "Safe Harbour" (Welch) - 2:32